# Arthroleptis stridens
Arthroleptis stridens (Pickersgill, 2007) è un anfibio anuro, appartenente alla famiglia degli Artroleptidi.

## Distribuzione e habitat
È endemica della Tanzania. Anche se dovrebbe essere più diffusa, attualmente è conosciuta solo nella Riserva della foresta di Kambai e nella Riserva della foresta di Longuza a un'altitudine di 300 m ai piedi dei monti Usambara.